# Давид Бен-Ґуріон
 Давид Бен-Ґуріон (івр. דָּוִד בֶּן־גּוּרְיוֹן, ім'я при народженні Давид Йосеф Ґрін (їд. דוד יוסף גרין; 16 жовтня 1886; Плонськ, Плоцька губернія, Російська імперія — 1 грудня 1973; Тель-Авів, Ізраїль) — ізраїльський політик та державний діяч, один з лідерів сіоністського руху та один з творців держави Ізраїль. Перший прем'єр-міністр Ізраїлю (1948—1953 і 1955—1963), міністр оборони (1948—1953 і 1954—1963), міністр транспорту (1952), депутат Кнесету (1965—1970).  
Народився в традиційній єврейській родині у Російській імперії. З юності захопився ідеями сіонізму. В 1906 році емігрував в Палестину, яка тоді була у складі Османської імперії. Вчився у Варшавському (агрономія, 1904—1906) та Стамбульському університетах (юриспруденція, 1912—1914), але, обидва не закінчив. У 1915—1917 роках проживав у Нью-Йорку (США), де став лідером політичного руху Поалей-Ціон. В 1917—1918 роках воював піхотинцем у єврейському легіоні у складі британської армії на Південно-аравійському фронті Першої світової війни. З 1919 року жив в британській підмандатній Палестині і став однією з ключових осіб єврейського сіоністсько-соціалістичного руху, став лідером політичної партії МАПАЙ (в 1935—1963).  
У 1948 році зіграв одну з ключових ролей у проголошенні держави Ізраїль. Зачитав Декларацію незалежності держави Ізраїль 14 травня 1948 року. За першої каденції прем'єр-міністра Бен-Гуріон сформував інститути держави Ізраїль та домігся значної міжнародної підтримки, запровадив Закон про повернення (1950). Успішно провів оборонно-наступальні війни проти арабських держав: Війну за незалежність (1948—1949) та Синайську кампанію (1956), де Ізраїль відповідно подвоїв та потроїв свою територію. У 1953 році пішов у відставку з усіх постів, але у 1954 р. знову став міністром оборони, а у 1955 — прем'єр-міністром. Перемагав на п'яти парламентських виборах в Ізраїлі (1949, 1951, 1955, 1959, 1961) в коаліції з партією МАПАЙ та лівим блоком партій. Остаточно пішов у відставку в 1963 році, але до 1970 році вів активну політичну діяльність і був депутатом парламенту.  
Помер 1973 року. Його роль в історії Ізраїлю високо оцінюється істориками та суспільством і його часто називають «батьком-засновником держави Ізраїль».  

## Життєпис
Народився 16 жовтня 1886 у Плонську (нині Польща) в сім'ї Шейндали і Авіґдора Ґрін. Його батько був другом Теодора Герцля, основоположника політичного сіонізму. У п'ять років Давид вступив до хедера, традиційної єврейської початкової школи. Під впливом батька і старшого брата Абрама Давид перейнявся ідеями сіонізму.
У 1906 як сільськогосподарський робітник вирушив до Османської Палестини в місто Яффу, де брав участь у створенні єврейської організації самооборони «Га-Шомер» (Вартовий). У 1910 призначений редактором єврейського щотижневого журналу «Га-Ахадут» («Єдність»). Свою першу статтю він підписав як Бен-Ґуріон.

### Освіта
В 1904 році Бен-Ґуріон поїхав до Варшави, де жив у родичів і викладав у єврейській школі. Зміг вступити до Імператорського Варшавського університету на відділ «сільського господарства». У 1905 році він вступив в рух «Поалей-Ціон». Як зазначалося вище, завершити навчання не зміг, в 1906 році Грін переїхав до Палестини.

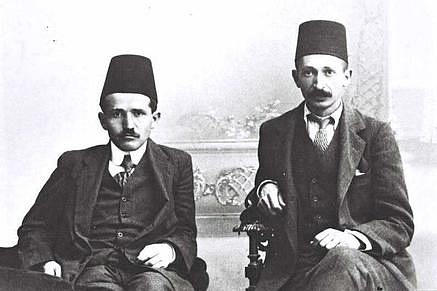
Ісаак Бен-Цві та Давид Бен-Ґуріон в Стамбулі, 1912.

У 1911 році переїхав до Стамбулу, в Османську імперію, де вивчав турецьку мову та хотів вступити на право. Весною 1912 року успішно склав вступні іспити та вступив на юридичний факультет Стамбульського університету, як і його друг Іцхак Бен-Цві (майбутній президент Ізраїлю). В Стамбулі змінив імідж, оформив вуса та одяг на турецький манер. В 1914 році навчання Давида було перервано через початок Першої світової війни. В серпні 1914 року він з Іцхаком Бен-Цві прибув до Палестини.

### Життя в США та участь в Першій світовій війні
1915 року турки, що володіли Палестиною як частиною Османської імперії, за звинуваченням в сіоністській діяльності вислали звідти Бен-Ґуріона. Він поселився в Султанаті Єгипет, далі переїхав до США, де в Нью-Йорку він познайомився зі студенткою Полі Манвейс, еврейкою з Російської імперії. 1917 року вони одружились. В США заснував молодіжний рух «га-Халуц», а в 1918 висунув ідею створення добровільних єврейських бригад в британській армії.
Він брав участь у формуванні єврейського легіону (як частини канадської армії, оскільки США не були у стані війни з Османською імперією) для визволення Палестини. Він одним з перших вступив в таку бригаду і служив в ній рядовим. В серпні 1918 року висадився в Єгипті у складі 39-го полку королівських стрільців. Давид пішов добровольцем до 38-го батальйону королівських стрільців, одного з чотирьох, які становили Єврейський легіон. Його підрозділ воював проти османів у складі сил Чайтора під час Синайсько-Палестинської кампанії, хоча він залишався в каїрській лікарні з дизентерією. У 1918 році, після періоду охорони військовополонених в єгипетській пустелі, його батальйон був переведений в Сарафанд. Демобілізований на початку 1919 року.

### Активна сіоністська діяльність
Після війни повернувся до Палестини і став одним з творців підпільної армії «га-Аґана» та Гістадруту (Загальній федерації єврейських трудящих). У 1921 обраний його генеральним секретарем і займав цей пост впродовж 14 років. Під його керівництвом Гістадруту перетворився на могутню організацію робітників, що була не тільки об'єднанням професійних спілок, але і концерном сільськогосподарських, промислових, будівельних і торгових підприємств.
У 1923 відвідав СРСР під час проведення міжнародної сільськогосподарської виставки в Москві, в якій брав участь і Гистадрут.
У 1930 створена робітнича партія МАПАЙ, і Бен-Ґуріон став одним з її очільників. У 1935 обраний головою Єврейського агентства (Сохнут). На цій посаді він залишався до самого утворення держави Ізраїль.
Після початку арабського повстання в 1936 р. Бен-Гуріон став одним з ініціаторів політики стриманості. Головним принципом цієї політики було зміцнення сил і утримання від великих атак на арабський націоналізм, що нападали на єврейське населення, і уникнення заподіяння шкоди мирному населенню. У 1937 році, поряд з Хаїмом Вейцманом і Моше Шаретом, він підтримав рекомендації комісії Піля, згідно з якими територія Ерец-Ісраель на захід від річки Йордан мала бути поділена на дві частини.

### Проголошення держави Ізраїль

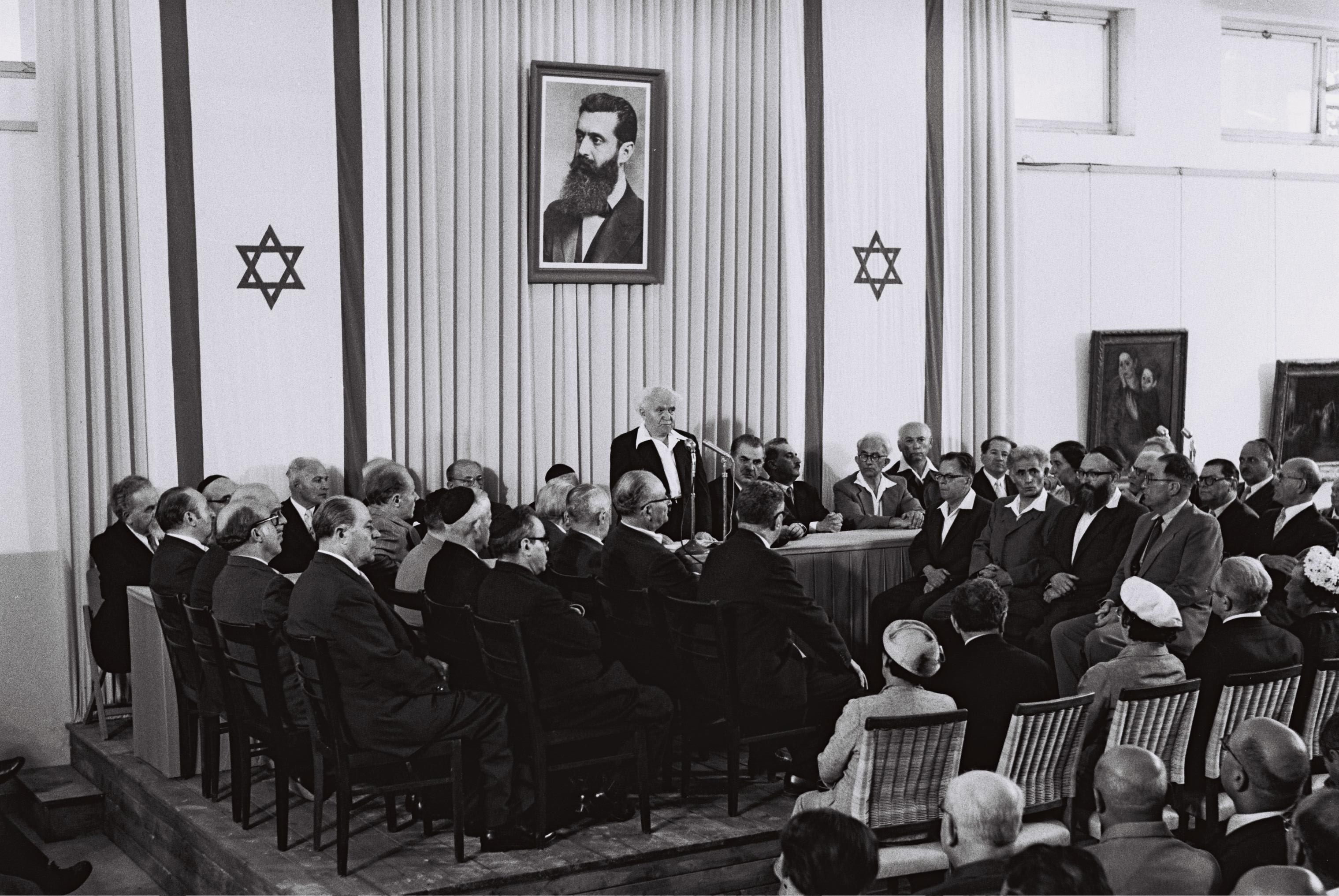
Давид Бен-Ґуріон 14 травня 1948 року зачитує декларацію про незалежність держави Ізраїль.

У 1940-і став одним з лідерів боротьби за створення єврейської держави. Услід за ухваленням ООН плану розділу Палестини 14 травня 1948, в день закінчення дії британського мандата, на таємних зборах в музеї Тель-Авіва зачитав декларацію, що проголошувала створення держави Ізраїль, і став головою Тимчасового уряду. Наступного дня, 15 травня, п'ять арабських країн (Єгипет, Сирія, Йорданія, Ліван та Саудівська Аравія) напали на нову державу і Ізраїль почав війну за Незалежність, яку несподівано успішно виграв в 1949 році і розширив свої території в Палестині.
Вночі з 14 на 15 травня США де-факто стали першою державою, яка визнала незалежність Ізраїлю, 15 травня Бен-Ґуріон виступив з промовою, зверненою до американців. Давид Бен-Ґуріон розглядав Ізраїль як продовження Царства Давида та Соломона.

### Політична та державна діяльність
Партія Бен-Ґуріона «Мапай» (Робітнича партія Ізраїлю) завоювала вплив, і після виборів в березні 1949 року він став прем'єр-міністром. З 1953 по 1955 роки займав посаду міністра оборони. У 1952 зіткнувся з внутрішньою кризою, яка виникла через його рішення прийняти репарації від ФРН.

#### Прем'єр-міністр
Давид Бен-Ґуріон активно просував ідею інтеграції всіх євреїв на Землю Обітовану, що було передбачено Законом про повернення в Конституції Ізраїлю. За чотири роки до Ізраїлю прибуло понад півмільйона осіб (називаються цифри в 585 748 або 686 748 репатріантів.

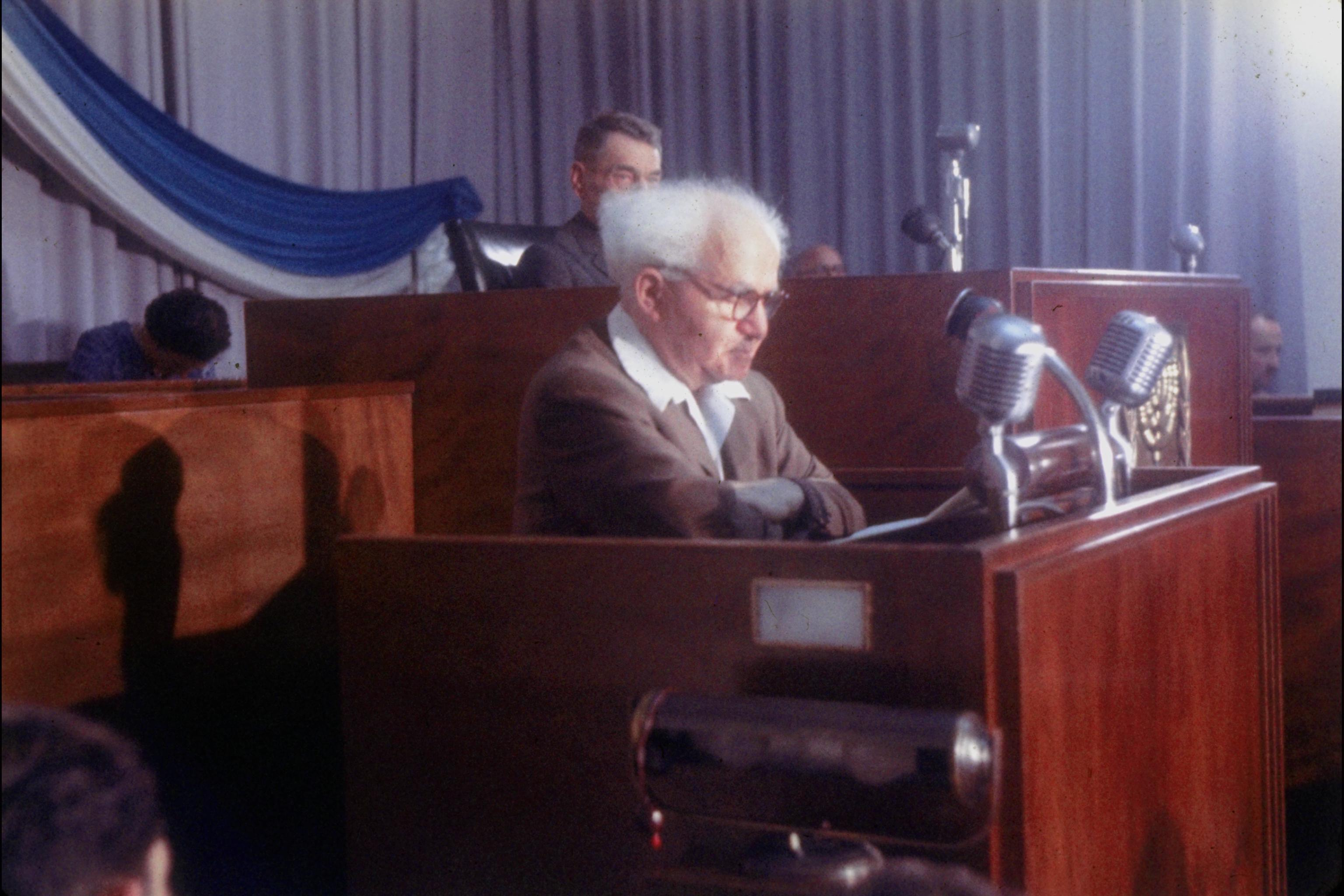
Бен-Гуріон читає промову в Кнесеті, 1957.

У грудні 1953 року Бен-Ґуріон залишив пост прем'єр-міністра і переїхав до Сде-Бокер — новоствореного віддаленого сільськогосподарське поселення в пустелі Неґев, намагаючись «довести, що для держави немає незамінних людей» і надихнути інших громадян Ізраїлю, щоб вони покидали міста і ставали поселенцями. 7 грудня Бен-Ґуріон виступив по радіо з короткою прощальною промовою, процитувавши псалом Давида: «Господи, не надмивалося моє серце, і не підносилися очі мої, і я не входив у велике і для мене недосяжне» (Пс. 131:1). Посаду прем'єр-міністра Бен-Ґуріон передав соратнику по партії МАПАЙ Моше Шарету.
Після чотирнадцяти місяців Бен-Ґуріона переконали повернутися на пост міністра оборони, а після виборів у листопаді 1955 року він знов очолив уряд. Коли він повернувся до уряду, ізраїльські війська почали агресивніше відповідати на спонсоровані Єгиптом палестинські партизанські атаки з Гази, яка була під владою Єгипту. Президент Єгипту Гамаль Абдель Насер підписав єгипетсько-чеську угоду про закупівлю великої кількості сучасної зброї. Ізраїльтяни купили озброєння за допомогою Франції. Насер заблокував прохід ізраїльських кораблів через Тиранську протоку і Суецький канал. У липні 1956 року США та Велика Британія відкликали свою пропозицію про фінансування проекту Асуанської високої греблі на Нілі, а через тиждень Насер наказав націоналізувати Суецький канал, який контролювався Францією та Британією. Наприкінці 1956 року войовничість арабських заяв спонукала Ізраїль усунути загрозу зосереджених єгипетських сил на Синаї, і Ізраїль вторгся на єгипетський Синайський півострів. Іншими цілями Ізраїлю були ліквідація вторгнень федаїнів в Ізраїль, які робили життя його південного населення нестерпним, і відкриття заблокованої Тиранської протоки для ізраїльських кораблів.
У 1957 ізраїльський фанатик підірвав бомбу в будівлі парламенту, і Бен-Ґуріон був важко поранений. У тому самому році він очолив урочистості з нагоди 10-х роковин створення Ізраїлю і доведення до цієї дати чисельності його громадян до одного мільйона.
У 1959 під час кризи, що виникла після рішення уряду продати зброю ізраїльського виробництва Західній Німеччині, Бен-Ґуріон знов пішов у відставку. Він погодився тимчасово виконувати обов'язки голови уряду до загальних виборів, а після упевненої перемоги МАПАЙ 3 листопада 1959 сформував новий уряд.
У 1961 подав у відставку у зв'язку зі «справою Лавона», після парламентських виборів (1961) знову очолив уряд.
16 червня 1963 несподівано пішов у відставку з посад прем'єра і міністра оборони, але залишився депутатом Кнесету.

### Останні роки життя
У 1965 вийшов з МАПАЙ і створив політичну партію РАФІ. 1971 року, у віці 85 років, Бен-Ґуріон пішов у відставку і з Кнесету. Бен-Ґуріон пішов з політики в 1970 році і провів свої останні роки, живучи в скромному будинку в кібуці, працюючи над 11-томною історією ранніх років Ізраїлю. У 1971 році він відвідав ізраїльські позиції вздовж Суецького каналу під час війни на виснаження. 1971 року по всій країні відзначався 85-й день народження Бен-Ґуріона.
18 листопада 1973 року, незабаром після війни Судного дня, у Бен-Ґуріона стався крововилив у мозок, і його доставили до медичного центру Шеба в Тель-ха-Шомері, Рамат-Ган. Його стан почав погіршуватися 23 листопада, і через тиждень він помер. Його тіло лежало в будівлі Кнесету, перш ніж його доставили гелікоптером до Сде-Бокер. На честь його смерті по всій країні залунали сирени. Він був похований разом зі своєю дружиною Полою в Мідрешет Бен-Ґуріон.

## Особисте життя

### Родина
Батько — Віктор (Авігдор) Грін, був сіоністом та дотримувався єврейських традицій. Матір — Шейндл Грін (уроджена Фрідман) — померла, коли хлопчику було 10 років, при чергових пологах. Давид був наймолодшим із трьох хлопчиків і мав старшу й молодшу сестри.
Перебуваючи в Нью-Йорку в 1915 році, він познайомився з російською єврейкою Полою Мунвайс, і вони одружилися в 1917 році. У листопаді 1919 року, після 18-місячної розлуки, Паула та їхня донька Геула приєдналися до Бен-Гуріона в Яффі. Це був перший раз, коли він зустрів свою однорічну доньку. У пари було троє дітей: син Амос і дві доньки, Геула Бен-Елізер і Ренана Лешем. Син Амос став заступником генерального інспектора ізраїльської поліції, а також генеральним директором текстильної фабрики.

### Політичні погляди
Давид Бен-Ґуріон практично все свідоме доросле життя мав сіоністсько-соціалістичні погляди, де ізраїльський націоналізм (сіонізм) поєднувався з суттєвим впливом та регуляцією економіки державою та акцентом на захист і розвиток соціальної сфери. Він підозріло ставився до алії буржуазії, оскільки він вважав, що рушійною силою євреїв у Палестині мають бути робітники. 
Політик вважав, що Ізраїль у своїй зовнішній політиці має спиратися на світове єврейство. На його думку, євреї Ізраїлю та решта євреїв нерозривно пов'язані, і Ізраїль несе відповідальність за все світове єврейство. Бен-Ґуріон насторожено ставився до СРСР, уникаючи прямої конфронтації з Москвою, а також відзначав доброзичливе ставлення скандинавських країн, США та Франції. Ставлення Бен-Гуріона до Великобританії було негативним аж до 1951 р., що було пов'язано з британською політикою в підмандатній Палестині. Коли 1956 року США відмовили Ізраїлю у постачанні зброї, Бен-Ґуріон вважав за необхідне встановити тісніші зв'язки з Францією. Саме тоді було закладено міцні зв'язки Ізраїлю та Франції у військовій сфері.
Саме Бен-Ґуріон просунув рішення проголосити Єрусалим столицею Ізраїлю.

### Релігійні погляди
Бен-Ґуріон описував себе як нерелігійну людину, що розвинула атеїзм у своїй молодості і не виявляла великої симпатії до традиційного юдаїзму, хоча він багато цитував Тору і Танах у своїх промовах і творах. Відомо, що Бен-Ґуріон працював у Йом-Кіпур і вживав свинину. В інтерв'ю 1968 р. його запитали, чи вірить він у Бога, і він відповів: «Питання у тому, хто такий Бог… Я не вірю, що Бог говорив із Мойсеєм. Мойсей почув людський голос у своєму серці, і ось, як він знав, що має це зробити».
Пізніше, політик повірив в Бога. За два роки до смерті, в інтерв'ю тижневику Hotam Давид Бен-Ґуріон сказав: «Я також глибоко вірю у Всемогутнього. Я вірю в єдиного Бога, Всемогутнього Творця. Моя свідомість усвідомлює існування матеріального та духу… я не можу зрозуміти, як порядок панує в природі, у світі та всесвіті — якщо не існує вищої сили. Цей верховний Творець перебуває поза мого розуміння… але й керує всім».

## Пам'ять
- Модернізований британський танк Центуріон, що поступив на озброєння ізраїльської армії під назвою «Шот», отримав у військах неофіційну назву «Бен-Ґуріон».
- Ім'ям «Бен-Ґуріон» названий головний міжнародний аеропорт Ізраїлю.
- На честь Давида Бен-Ґуріона також був перейменований університет, що базується в Беер-Шеві.
- Будинки-музеї Бен-Ґуріона існують в Тель-Авіві та кібуці Сде-Бокер.

## Цікаві факти
- Бен-Ґуріон — один з найменших керівників держав у світі, його зріст дорівнював 152 см[41].
- Давид Бен-Ґуріон вільно володів їдишем, російською, івритом, турецькою, на високому рівні французькою та англійською мовами[42].

## Нагороди

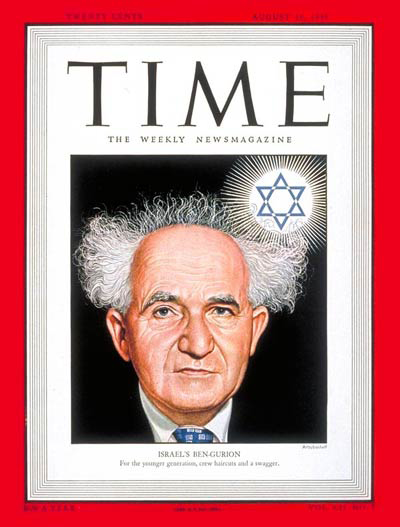
Давид Бен-Ґуріон на обкладинці журналу Тайм, 1948.

У 1951 і 1971 роках був нагороджений премією імені Бялика за розвиток єврейської культурно-політичної думки.